# MasterChef Latino
MasterChef Latino es un programa de competencia de cocina, basado en la serie británica MasterChef creada por Franc Roddam y enfocado al público de Latinoamérica.

## Descripción
En el programa, cocineros de diversos países latinoamericanos compiten entre ellos para llevarse el título de MasterChef Latino. El programa fue estrenado el 14 de enero de 2018 por la cadena Telemundo, contó con la participación de Claudia Sandoval, Ennio Carota y Benito Molina como jueces y las apariciones especiales de personalidades televisivas como Jorge Bernal, Carolina Sandoval, Verónica Bastos, Johana Clavel y Juan Manuel Cortez. La segunda temporada del programa se estrenó el 15 de abril de 2019 y concluyó el 11 de agosto de 2019.
En la primera temporada, presentada por Aracely Arámbula, la actriz venezolana Sindy Lazo, ganó el concurso. En la segunda temporada, presentada por Gaby Espino, la vlogger colombiana Lauren Arboleda, fue la ganadora.

## Temporadas
| Año  | Temporada | Cadena    | Ganador         | Presentador      |
| ---- | --------- | --------- | --------------- | ---------------- |
| 2018 | Primera   | Telemundo | Sindy Lazo      | Aracely Arámbula |
| 2019 | Segunda   | Telemundo | Lauren Arboleda | Gaby Espino      |

## Primera temporada (2018)

### Participantes
| Nombre                 | Procedencia      | Residencia      | Edad    | Ocupación                  | Información         |
| ---------------------- | ---------------- | --------------- | ------- | -------------------------- | ------------------- |
| Sindy Lazo             | Caracas          | Los Ángeles     | 38 años | Actriz                     | Ganadora            |
| Andrés de Oliveira     | Maracay          | Fort Lauderdale | 35 años | Paseador de perros         | Finalista           |
| Lupita Hernández       | Guadalajara      | Burbank         | 35 años | Ama de casa                | Finalista           |
| Manuel Tol             | Chichicastenango | Hollywood       | 23 años | Jardinero                  | 10.º/11.º eliminado |
| Caddy Cabrera          | Santiago         | Nueva York      | 43 años | Agente de bienes raíces    | 10.ª/11.ª eliminada |
| Sor Juliana Cruz       | Ponce            | Maricao         | 50 años | Hermana Dominica de Fátima | 9.ª eliminada       |
| Arzobispo Sánchez      | Punta Cana       | Lynn            | 27 años | Entrenador personal        | 8.º Eliminado       |
| Ángel Robles           | San Juan         | Queens          | 37 años | Bombero                    | 7.º eliminado       |
| Ingrid Pereyra         | Lima             | Nueva York      | 26 años | Desempleada                | 6.ª eliminada       |
| Dora Rojas             | California       | Modesto         | 41 años | Camionera                  | 5.ª eliminada       |
| Pablo Kim              | Buenos Aires     | Placentia       | 34 años | Economista                 | 4.º eliminado       |
| Ariadna Rodríguez      | Puebla           | Stockton        | 54 años | Agricultora                | 3.ª eliminada       |
| Norma Santana          | Parral           | El Paso         | 45 años | Ingeniera                  | 2.ª eliminada       |
| Adrián El Bronco López | Reynosa          | Happy Valley    | 43 años | Locutor                    | 1.º eliminado       |

## Segunda temporada (2019)

### Participantes
| Nombre          | Procedencia  | Residencia | Edad    | Ocupación               | Información |
| --------------- | ------------ | ---------- | ------- | ----------------------- | ----------- |
| Lauren Arboleda | Cali         | Miami      | 28 años | Vloguera                | Ganadora    |
| John Pardo      | Catia La Mar | Miami      | 42 años | Diseñador de Interiores | Finalista   |
| Javier Seañez   | Hermosillo   | San Juan   | 38 años | Comerciante             | Finalista   |